# Aspidistra longanensis
Aspidistra longanensis là một loài thực vật có hoa trong họ Măng tây. Loài này được Y.Wan mô tả khoa học đầu tiên năm 1985.